# Majskij (Territorio di Chabarovsk)
Majskij (in russo Майский?) è un insediamento di tipo urbano della Russia, situato nel Territorio di Chabarovsk. Si trova nel distretto Sovetsko-Gavanskij.
La località si trova a 3,5 km dalla periferia di Sovetskaja Gavan', dalla parte opposta della baia omonima.